# Upeneus aurorae
Upeneus aurorae là một loài cá biển thuộc chi Upeneus trong họ Cá phèn. Loài này được mô tả lần đầu tiên vào năm 2024.

## Từ nguyên
Từ định danh aurorae được đặt theo tên gọi của tỉnh Aurora (Philippines), là nơi đã thu thập mẫu định danh của loài cá này.

## Phân bố
U. aurorae hiện chỉ biết đến duy nhất qua mẫu định danh thu thập tại đảo Luzon. Môi trường sống có lẽ trên nền đáy mềm như các loài cá phèn khác.

## Mô tả
Chiều dài cơ thể lớn nhất được ghi nhận ở U. aurorae là 11,6 cm. Râu cá màu trắng hồng nhạt. Mẫu định danh vừa chết có màu xám bạc ở phía bụng, phía lưng màu nâu đỏ, có một sọc cam dọc bên thân từ sau mắt đến gốc vây đuôi. Đầu có màu nâu đỏ ánh bạc. Vây lưng có 4 vạch cam. Vây bụng lấm chấm cam nhạt. Thùy trên của vây đuôi có 6 vạch cam, còn thùy dưới có 8 vạch nâu đỏ dính liền nhau.
Số gai vây lưng: 7; Số tia vây lưng: 9; Số tia vây ngực: 14.